# Forsan
La ville américaine de Forsan est située dans le comté de Howard, dans l’État du Texas. Sa population s’élevait à 210 habitants lors du recensement de 2010.

## Source
- (en) Cet article est partiellement ou en totalité issu de l’article de Wikipédia en anglais intitulé « Forsan, Texas » (voir la liste des auteurs).